# جوزيبي فياني
جوزيبي فياني (Giuseppe Viani)، (تريفيزو، 13 سبتمبر 1909 - فيرارا، 6 يناير 1969)، لاعب كرة قدم إيطالي سابق، ومدرب كرة قدم إيطالي سابق.
بدأ مسيرته الكروية مع نادي إنتر ميلان في عام 1928، ولعب معهم حتى عام 1934، وشارك معهم في 137 مباراة وسجل 11 هدف، وفي عام 1934 انتقل إلى نادي لاتسيو، ولعب معهم حتى عام 1938، وشارك معهم في 114 مباراة وسجل هدف واحد، وفي موسم 1938/1939 انتقل إلى نادي ليفورنو، ولعب معهم 27 مباراة، وفي موسم 1939/1940 انتقل إلى نادي يوفنتوس، ولعب معهم 5 مباريات، وفي موسم 1940/1941 انتقل إلى نادي سيراكوسا.
و قد بدأ مسيرته التدريبية مع نادي روما في عام 1951 وحتى عام 1953، وفي عام 1953 انتقل إلى تدريب نادي بولونيا، ودربهم حتى عام 1956، وفي عام 1957 انتقل إلى تدريب نادي إيه سي ميلان، ودربهم حتى عام 1960، وفي عام 1968 درب نادي بولونيا مرة أخرى.

## روابط خارجية
- جوزيبي فياني على موقع قاعدة بيانات كرة القدم.إي يو (الإنجليزية)
- جوزيبي فياني على موقع عالم كرة القدم.نت (الإنجليزية)
- جوزيبي فياني على موقع أوليمبيديا (الإنجليزية)